# 구평동 (부산)
구평동(舊平洞)은 대한민국 부산광역시 사하구의 법정동이다.

## 연혁
- 1914. . 경남 동래군 사하면 구평리
- 1942.10. 1 부산시 편입
- 1957. 1. 1 부산시 서구 구평동
- 1975.10. 1 부산직할시 사하출장소 구평동
- 1983.12.15 부산직할시 사하구 구평동
- 1995. 1. 1 부산광역시 사하구 구평동

## 역사
구평동은 ‘구서평’(舊西平), 구시평, 구평이라 불렀으며, 조선시대 초부터 만호영 즉 ‘서평포’(西平浦)가 설치되어 있었던 군사상의 요충지이자, 독지장(禿旨場)이 섰던 교역의 중심지였다. 구평동은 동북으로 감내포와 마주보고 있으며, 북으로는 금티산이 우뚝 솟아 괴정동, 신평동과 경계를 이루고 있으며, 서쪽으로는 두송반도가 남쪽 바닷가로 돌출하여 다대동과 이웃하고 있어서 바다와 육지의 요충지였다. 구평동의 성개(성포)는 구평동 동남쪽에 설치된 성포(城浦)로써 성이 있었으며, 최근까지 토성의 흔적이 남아 있었다.

## 교육
- 구평초등학교

## 주거
- 구평 자유
- e편한세상 사하
- e편한세상 사하 2차
- 사하 구평지구 중흥S-클래스

## 교통
- 감천항